# Радужне (Рівненський район)
Ра́дужне — село в Україні, в Рівненському районі Рівненської області. Населення становить 117 осіб. Орган місцевого самоврядування — Острозька міська рада.

## Географія
Село розташоване на лівому березі річки Безіменної.